# 조원철 (1949년)
조원철(1949년 3월 8일 ~ )은 연세대 공과대 토목환경공학과 교수를 역임한 대한민국의 수공학, 방재안전관리 전문가이다.

## 경력
- 1969.3	~	1973.2 연세대 토목공학과 학사
- 1975.3	~	1977.2 연세대 대학원 토목공학과 수공학 석사
- 1978.9	~	1979.8 미국 펜실베니아 대학교 대학원 수공학 석사
- 1979.9	~	1983.10 미국 드렉셀 대학교 대학원 수공학 박사
- 1973.3	~	1975.6 육군공병장교(육군 1201건설공병단 근무, 중위 예편)
- 1977.3	~	1978.2 서일전문대 전임강사
- 1983.10	~	1984.2 드렉셀 대학교 전문연구원 (Professional Research Specialist)
- 1984.3	~	1984.8 연세대 공과대 토목공학과 강사
- 1984.9	~	1989.2 연세대 공과대 토목공학고 조교수
- 1986.9	~	해양수산부 기술자문 및 교육위원
- 1986.9	~	해양수산부 SOC 투자평가위원
- 1986.9	~	해양수산부 신항만건설심의위원
- 1987.3	~	1993.12 한국원자력안전기술원(KINS) 방사선환경평가실 기술자문 및 심의위원
- 1989.3	~	1994.2 연세대 공과대 토목공학과 부교수
- 1990.1	~	서울시 건설기술(수공 및 환기부분)심의위원, 도로자문위원
- 1991.8	~	 안전관리기술사(건설안전)자격 획득
- 1992.1	~	건설교통부 한강홍수통제 자문위원
- 1994.1	~	과학기술처 원자력안전(부지환경부문) 전문위원
- 1994.3	~	 연세대 공과대 토목환경공학과 교수
- 1995.5	~	건설교통부 중앙하천관리위원회 위원
- 1995.5	~	서울시지방국토관리청 정책심의위원
- 1995.6	~	내무부 정책(방재분과) 자문위원
- 1997.9	~	1998.8국립방재연구소 초대 소장 겸임
- 1999.9	~	1999.12청와대 비서실 수해방지대책기획단 단장
- 2002.9	~	행정자치부 재해대책위원(차관급)
- 2004.7	~	소방방재청 공보관
- 대한토목학회 이사
- 한국수자원학회 이사
- 한국건설기술안전협회 이사
- 한국산업재산권법학회 부회장
- 한국공학한림원 회원
- 성지건설 이사
- 2011.12	~	규제개혁위원회 민간위원

## 저서
- 《수리확(공)》/문운당/1989.8
- 《하천공사 표준시방서(제11장 하구공사)》/건설부/1987.12
- 《수문학(공)》/문리당/1989.8
- 《도시수문학(제1회 도시수문학 강좌 교재)》/연세대학교 수공학연구회/1993.2
- 《하천공사 표준시방서》(제11장 주운, 제12장 하구공사)/건설부/1994.7
- 《하천계획과 관리(공)》/동명사/1995.2
- 《지하수학 용어사전》/한국구자원학회/1998
- 《항만공사 표준시방서》/해양수산부/1996.12

## 상훈
- 논문상(수공학분야 우수논문)/1992.4.24/대한토목학회
- 표창(열기구 비행기술개발 및 보급)/1995.10.30/대한항공협회
- 한국수자원학회 학술상(수공학분야 학술업적우수)/1996.2.28
- 홍조근정훈장/2003.12.31
- 대한토목학회 학술상/2003.05.20